# Tabak Technikum Hamburg
Das Tabak Technikum Hamburg wurde am 1. Juni 1956 von Kurt A. Körber in Hamburg-Bergedorf auf dem Gelände der Hauni Maschinenbau AG gegründet. Dort wurde im März 1957 der Fortbildungslehrgang für Mitarbeiter der tabakverarbeitenden Industrie eingeführt. Ein Jahr darauf nahmen die ersten Ingenieursstudenten ihr Studium in der Fachrichtung Verfahrenstechnik/Tabaktechnologie auf. Im Hinblick auf die internationale Ausrichtung der Tabakindustrie wurde Englisch als Pflichtfach eingeführt, Französisch und Spanisch als Wahlfächer angeboten.
Im Jahr 1959 gründete Kurt A. Körber die Körber-Stiftung unter anderem aus der Motivation heraus, „der mit dem Tabak Technikum Hamburg begonnen Bildungsförderung einen Rahmen (zu) geben...“.
Das Tabak Technikum Hamburg schloss seine Pforten am 30. März 1973, als der Fachbereich 'Produktionstechnik, Verfahrenstechnik und Bioingenieurwesen' an der inzwischen neu erbauten Fachhochschule Hamburg im Bezirk Bergedorf Einzug hielt.